# واننينغ
واننينغ (بالصينية: 万宁市) هي مدينة من مدن الصين.

## المناخ
يظهر الجدول التالي التغييرات المناخية على مدار السنة لواننينغ:
| البيانات المناخية لـواننينغ                      | البيانات المناخية لـواننينغ | البيانات المناخية لـواننينغ | البيانات المناخية لـواننينغ | البيانات المناخية لـواننينغ | البيانات المناخية لـواننينغ | البيانات المناخية لـواننينغ | البيانات المناخية لـواننينغ | البيانات المناخية لـواننينغ | البيانات المناخية لـواننينغ | البيانات المناخية لـواننينغ | البيانات المناخية لـواننينغ | البيانات المناخية لـواننينغ | البيانات المناخية لـواننينغ |
| الشهر                                            | يناير                       | فبراير                      | مارس                        | أبريل                       | مايو                        | يونيو                       | يوليو                       | أغسطس                       | سبتمبر                      | أكتوبر                      | نوفمبر                      | ديسمبر                      | المعدل السنوي               |
| ------------------------------------------------ | --------------------------- | --------------------------- | --------------------------- | --------------------------- | --------------------------- | --------------------------- | --------------------------- | --------------------------- | --------------------------- | --------------------------- | --------------------------- | --------------------------- | --------------------------- |
| الدرجة القصوى °م (°ف)                            | 30.3 (86.5)                 | 30.7 (87.3)                 | 32.4 (90.3)                 | 34.0 (93.2)                 | 35.9 (96.6)                 | 37.1 (98.8)                 | 36.7 (98.1)                 | 36.5 (97.7)                 | 35.7 (96.3)                 | 33.5 (92.3)                 | 31.4 (88.5)                 | 30.6 (87.1)                 | 37.1 (98.8)                 |
| متوسط درجة الحرارة الكبرى °م (°ف)                | 23.3 (73.9)                 | 24.4 (75.9)                 | 26.7 (80.1)                 | 29.6 (85.3)                 | 31.6 (88.9)                 | 32.2 (90.0)                 | 32.4 (90.3)                 | 32.3 (90.1)                 | 31.1 (88.0)                 | 29.1 (84.4)                 | 26.4 (79.5)                 | 23.7 (74.7)                 | 28.6 (83.4)                 |
| المتوسط اليومي °م (°ف)                           | 19.5 (67.1)                 | 20.9 (69.6)                 | 23.2 (73.8)                 | 26.1 (79.0)                 | 27.9 (82.2)                 | 28.8 (83.8)                 | 28.8 (83.8)                 | 28.4 (83.1)                 | 27.3 (81.1)                 | 25.8 (78.4)                 | 23.0 (73.4)                 | 20.2 (68.4)                 | 25.0 (77.0)                 |
| متوسط درجة الحرارة الصغرى °م (°ف)                | 16.8 (62.2)                 | 18.4 (65.1)                 | 20.7 (69.3)                 | 23.7 (74.7)                 | 25.2 (77.4)                 | 26.1 (79.0)                 | 26.0 (78.8)                 | 25.5 (77.9)                 | 24.5 (76.1)                 | 23.1 (73.6)                 | 20.5 (68.9)                 | 17.6 (63.7)                 | 22.3 (72.2)                 |
| أدنى درجة حرارة °م (°ف)                          | 8.0 (46.4)                  | 8.7 (47.7)                  | 7.4 (45.3)                  | 15.2 (59.4)                 | 17.1 (62.8)                 | 21.3 (70.3)                 | 21.9 (71.4)                 | 22.4 (72.3)                 | 20.2 (68.4)                 | 14.7 (58.5)                 | 11.7 (53.1)                 | 7.2 (45.0)                  | 7.2 (45.0)                  |
| الهطول مم (إنش)                                  | 46.8 (1.84)                 | 38.0 (1.50)                 | 63.9 (2.52)                 | 112.6 (4.43)                | 189.0 (7.44)                | 181.5 (7.15)                | 202.3 (7.96)                | 193.7 (7.63)                | 355.4 (13.99)               | 383.8 (15.11)               | 174.8 (6.88)                | 100.1 (3.94)                | 2٬041٫9 (80.39)             |
| متوسط الرطوبة النسبية (%)                        | 85                          | 86                          | 85                          | 85                          | 83                          | 83                          | 82                          | 84                          | 85                          | 84                          | 83                          | 83                          | 84                          |
| المصدر: China Meteorological Data Service Center |                             |                             |                             |                             |                             |                             |                             |                             |                             |                             |                             |                             |                             |